# Craon (Mayenne)
Craon é uma comuna francesa na região administrativa do País do Loire, no departamento de Mayenne. Estende-se por uma área de 24.56 km². Em 2010 a comuna tinha 4 683 habitantes (densidade: 190,7 hab./km²).

## Outras imagens

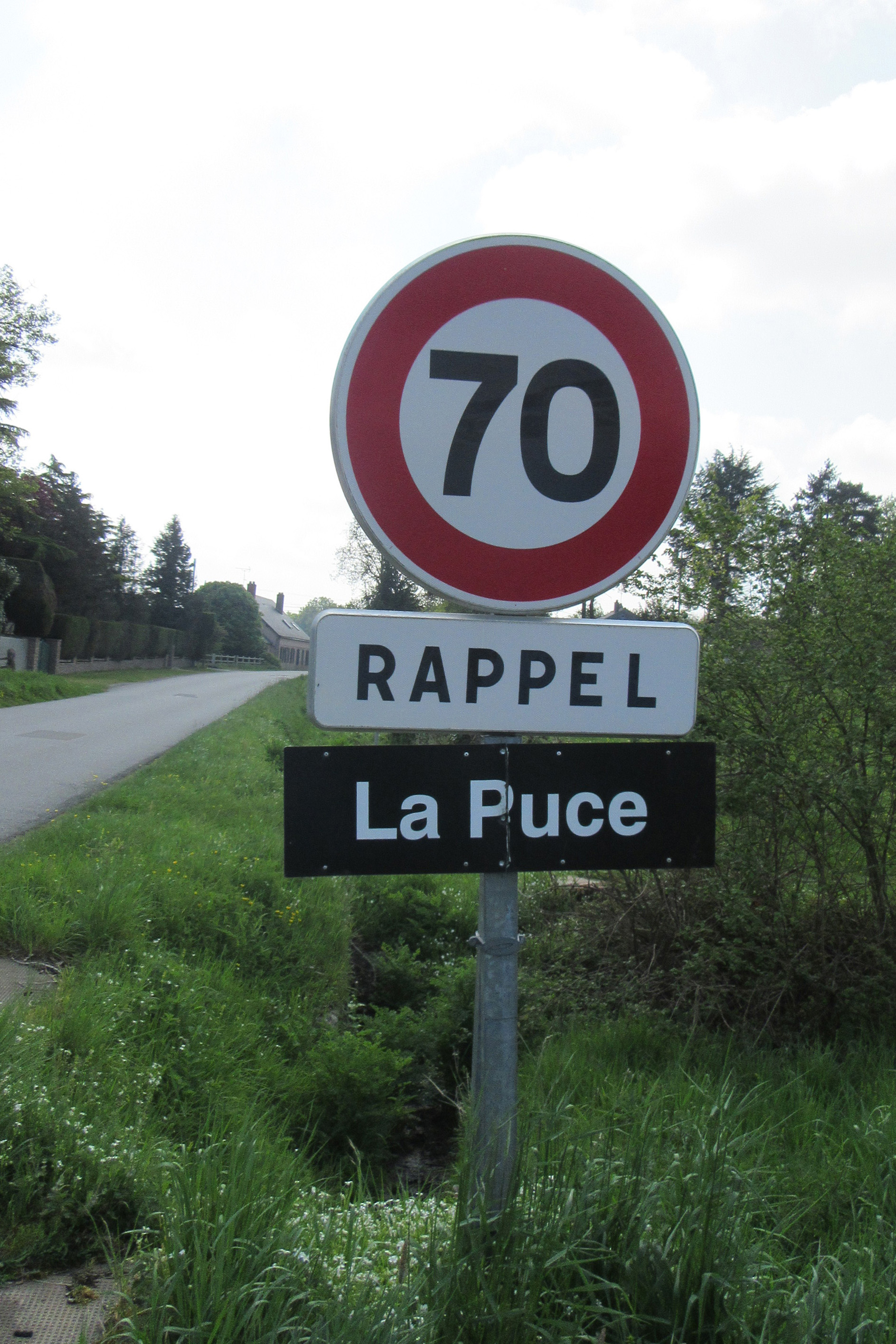
Bairro de La Puce.
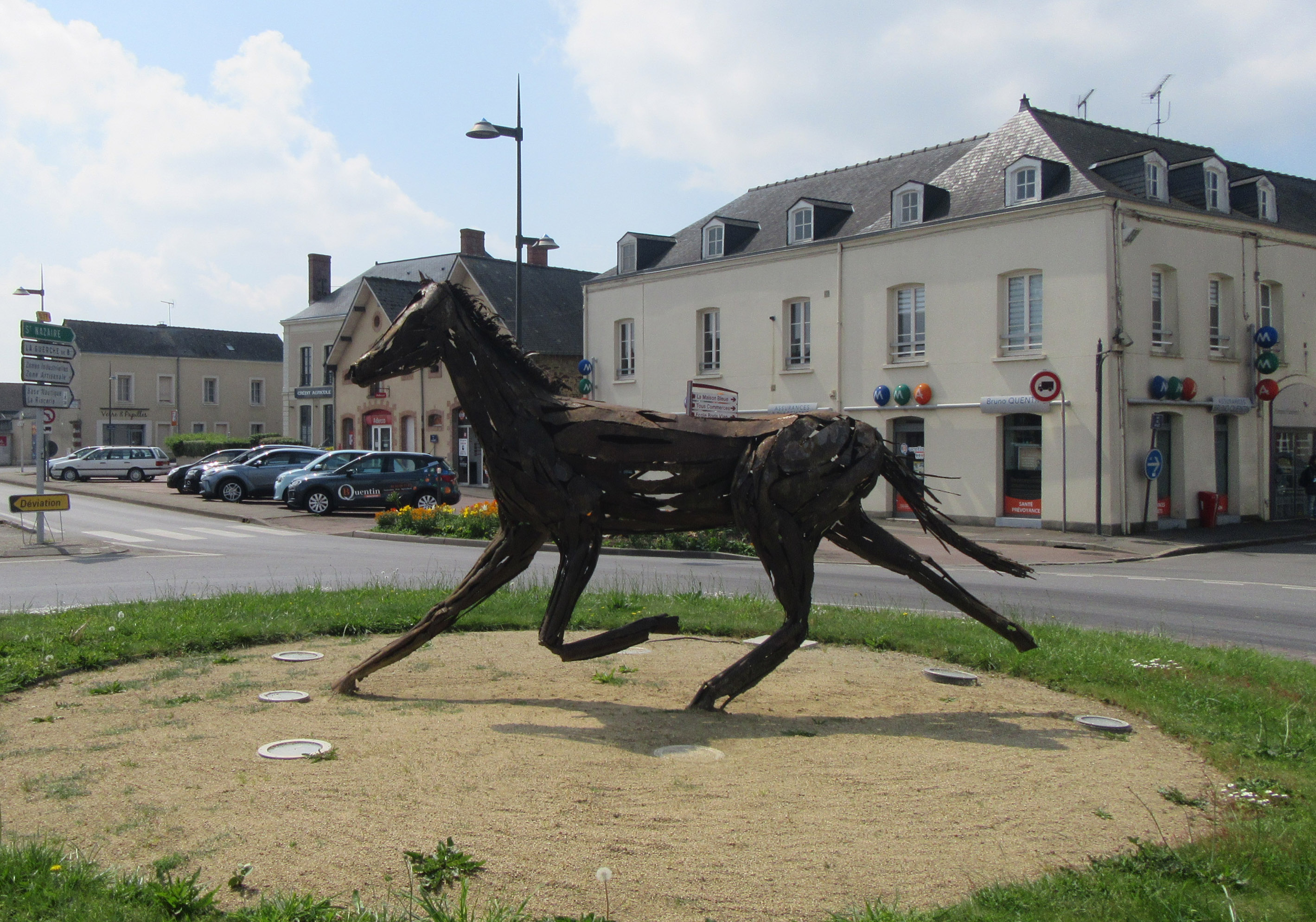
Monumento na encuzilhada das ruas D771 e D22.